# Agrypon omum
Agrypon omum là một loài tò vò trong họ Ichneumonidae.